# 1664.
◄ | 16. stoljeće | 17. stoljeće | 18. stoljeće | ►
◄ | 1630-ih | 1640-ih | 1650-ih | 1660-ih | 1670-ih | 1680-ih | 1690-ih | ►
◄◄ | ◄ | 1661. | 1662. | 1663. | 1664. | 1665. | 1666. | 1667. | ► | ►►
Arhitektura • Astronomija • Biologija • Glazba • Kazalište • Kemija • Kiparstvo • Knjige • Književnost • Kršćanstvo • Medicina • Politika • Pravo • Promet • Slikarstvo • Znanost

## Događaji
- 5. lipnja – početak turske opsade Novog Zrina, hrvatske tvrđave na rijeci Muri, koja je razorena 7. srpnja iste godine

## Rođenja
- 6. veljače – Mustafa II., turski sultan († 1703.)

## Smrti
- 16. srpnja – Andreas Gryphius, njemački književnik (* 1616.)
- 18. studenog – Nikola VII. Zrinski, hrvatski ban, vojskovođa i pjesnik (* 1620.)

## Vanjske poveznice
|  | Zajednički poslužitelj ima još gradiva o temi 1664. |